# انشاء ابتدایی
انشاء ابتدایی کتابی از احمد کوشا است که در سال ۱۳۳۴ منتشر و برندهٔ جایزه کتاب سال سلطنتی شد.
کتاب آموزش و ارزشیابی درس انشا (در دوره ابتدایی) در سال ۱۳۷۷از طرف دفترآموزش ابتدایی با تالیف گروهی همکاران کارشناسی گروه های آموزشی ابتدایی ایران زهر السادات یاسینی،مینو گلریز خاتمی،خدیجه رسولی ، مهشید باستانی مقدم و دکتر مصطفی عیسی زاده  و دکترمحمد حسین ساکت ، منتشر گردید. این کتاب چند ین سال چاپ ومنتشر شد ودر اختیار معلمان دوره ابتدایی در سطح کشور قرار گرفت ، هدف مولفان؛ استفاده معلمان کشور در تدریس کلاسی از آن اثرو بهینه کردن کیفیت تدریس و ارزشیابی درس انشا بود.